# Manoir de Cléray
Le manoir de Cléray est un édifice situé à Belfonds, en France.

## Localisation
Le monument est situé dans le département français de l'Orne, en limite ouest du territoire de Belfonds, à 500 m au sud-ouest de l'église Saint-Latuin de Cléray, ancienne commune intégrée à Belfonds en 1839.

## Historique
Au Moyen Âge, un château était le siège d'une importante baronnie. Le manoir actuel date du règne de Louis XIII,.

## Architecture
Le manoir, ses douves, le pavillon isolé au sud-est et le colombier sont inscrits au titre des Monuments historiques depuis le 28 janvier 1944. Cette inscription est complétée le 22 décembre 2016 en ce qui concerne le logis principal encadré de ses deux ailes, le pavillon isolé situé au sud-ouest et la tour située sur la dépendance sud, les façades et toitures de l'ensemble des dépendances, les douves, le réseau hydraulique et les vestiges du moulin, les sols et les vestiges en sous-sols des parcelles.